# Osiedle Lotnisko (Żary)
Osiedle Lotnisko – duże osiedle mieszkaniowe miasta Żary zlokalizowane w centralnej i południowej części dzielnicy Lotnisko na terenach na których znajdowało się dawne niemieckie lotnisko wojskowe wraz z infrastrukturą towarzyszącą. Nazwa osiedla pochodzi od nazwy dzielnicy w której osiedle się znajduje.
Osiedle Lotnisko charakteryzuje się zabudową jednorodzinną wolnostojącą. Część tej zabudowy to stare domki jednorodzinne (dawniej był to obszar lotniczego obozu mieszkalnego oraz cywilnych domów jednorodzinnych), w których w latach 1939–1945 zamieszkiwali niemieccy lotnicy wraz z rodzinami.
W latach 1945–1990 obszar osiedla uległ powiększeniu w wyniku znacznej urbanizacji tego terenu (budowa nowych ulic, niezbędnej infrastruktury, nowych domów).

## Ulice osiedla
- Jana Kilińskiego,
- Skarbowa, Ludowa, Robotnicza,
- Michała Drzymały,
- Tadeusza Rejtana,
- Władysława Orkana,
- Franciszka Stefczyka,
- Stanisława Konarskiego,
- Stanisława Staszica,
- Józefa Sowińskiego,
- Hugona Kołłątaja,
- Karola Marcinkowskiego,
- Adama Asnyka,
- Juliana Ursyna Niemcewicza,

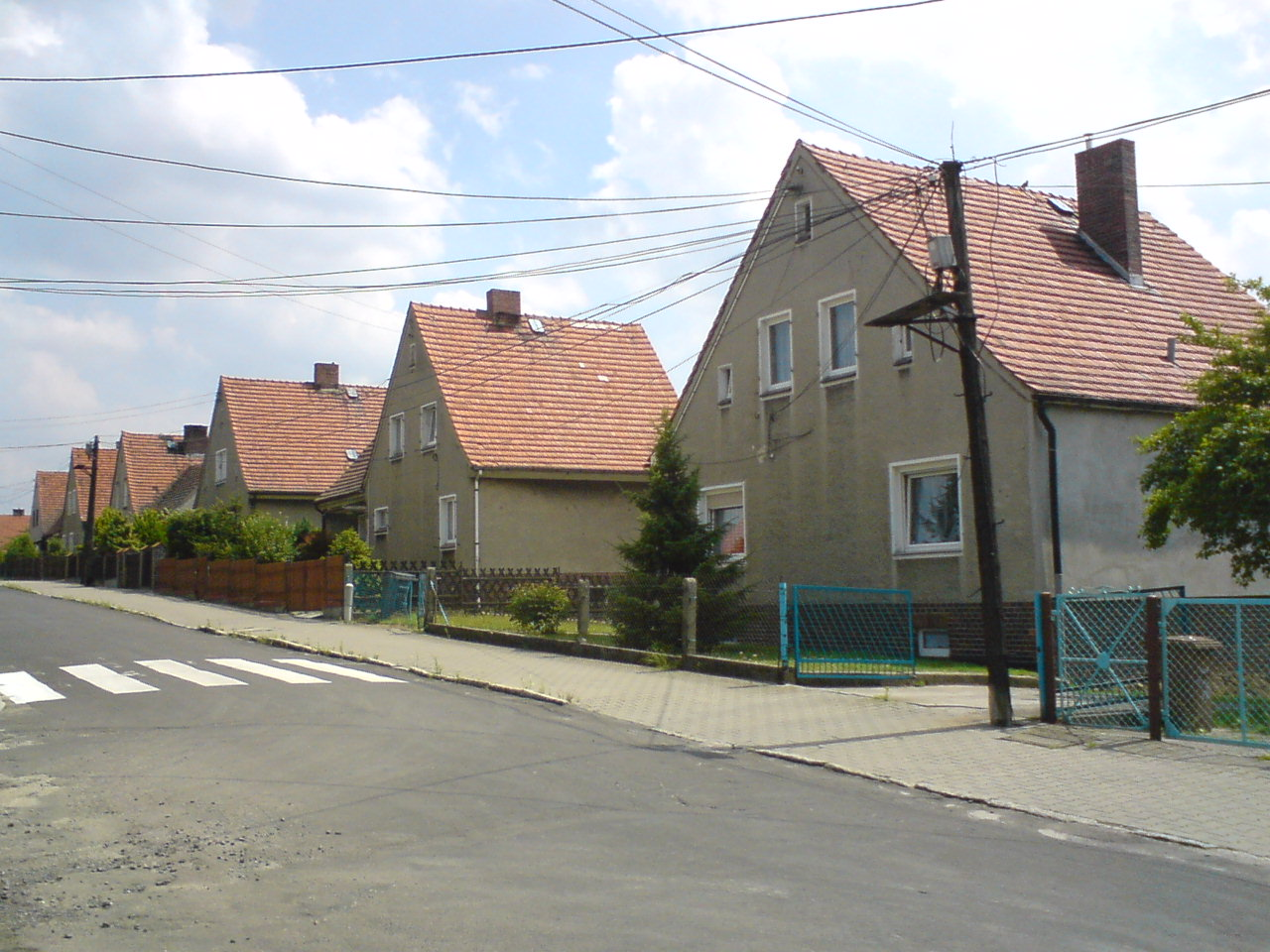
Osiedle Lotnisko. Ulica Drzymały

- Wiśniowa, Czereśniowa, Brzoskwiniowa, Morelowa, Orzechowa, Malinowa.